# Ndougou
Ndougou är ett departement i Gabon. Det ligger i provinsen Ogooué-Maritime, i den sydvästra delen av landet, 300 km söder om huvudstaden Libreville. Antalet invånare är 11 092.